# Olexi Vakulenko
Olexi Borysovych Vakulenko –en ucraniano, Олексій Борисович Вакуленко– (Kramatorsk, 28 de marzo de 1981 – ibíd., 3 de marzo de 2007) fue un deportista ucraniano que compitió en lucha grecorromana. Ganó una medalla de bronce en el Campeonato Europeo de Lucha de 2003, en la categoría de 55 kg.
Participó en los Juegos Olímpicos de Atenas 2004, ocupando el cuarto lugar en la categoría de 55 kg.
Murió en un accidente de tráfico el 3 de marzo de 2007 cerca de su localidad natal.

## Palmarés internacional
| Campeonato Europeo | Campeonato Europeo             | Campeonato Europeo | Campeonato Europeo |
| Año                | Lugar                          | Medalla            | Categoría          |
| ------------------ | ------------------------------ | ------------------ | ------------------ |
| 2003               | Belgrado (Serbia y Montenegro) | Medalla de bronce  | 55 kg              |